# 3595 Gallagher
3595 Gallagher eller 1985 TF1 är en asteroid i huvudbältet som upptäcktes den 15 oktober 1985 av den amerikanske astronomen Edward L.G. Bowell vid Anderson Mesa Station. Den är uppkallad efter John S. Gallagher III.
Asteroiden har en diameter på ungefär 7 kilometer.